# Alexeij Sagerer
Alexeij Sagerer (* 4. August 1944 in Plattling als Rudolf Friedrich Sagerer) ist ein deutscher Theatermacher, Autor, Filmemacher und Medienkünstler. Er gründete 1969 das Theater proT in München, das er bis heute leitet. Sein Theater bezeichnet er als Prozessionstheater, Endlostheater, Unmittelbares Theater und Theater des Außen. Vom Material her ist es unbegrenzt und öffnet sich zu Bildender Kunst, Musik und Film: „Die Mutter aller Künste“.

## Leben
Sagerer wuchs im niederbayerischen Plattling auf. Die Wahl seines Künstlernamens ist als Schritt zur Unabhängigkeit von seinem Vater Rudolf Maximilian Sagerer zu betrachten, von dem er in seiner Kindheit gelegentlich Gewalt erfuhr. Im Juli 1963 brach Sagerer die Schule in Deggendorf ab, worauf Aufenthalte in London und Paris folgten. In dieser Zeit beschloss er, seine Zukunft neben dem Schreiben auch dem Theater- und Filmemachen zu widmen.
Zurück in Deutschland besuchte Sagerer für kurze Zeit die Schauspielschule Zerboni und absolvierte ein Praktikum bei der Firma Arri, um mehr über den technischen Umgang mit dem Material Film zu erfahren. 1968 folgte sein erster Auftritt als Akteur im Stück Alteraction im Münchner Haus der Kunst und im Büchner-Theater die erste eigene künstlerische Arbeit Oblomow nach dem Roman von Iwan Alexandrowitsch Gontscharow in der Bearbeitung von Franz Xaver Kroetz. In der Folgezeit trat er mehrfach im Büchner-Theater auf, bevor er 1969 die Räume übernahm und dort das proT gründete.
1971 wurde Sagerer wegen Vergewaltigung einer Kommilitonin aus der Schauspielschule zu zwei Jahren Gefängnis verurteilt und nach anderthalb Jahren entlassen.
In den folgenden Jahrzehnten bespielte das proT eigene Räume wie den Keller in der Isabellastr. 40, die proT-Halle neben der Alabama-Halle und die proT-Zeit in der Steinseestraße am Innsbrucker Ring und gastierte auf zahlreichen Festivals in Deutschland un Europa. Außerdem fanden Produktionen in München im Marstall, im Gasteig, in der Reithalle, der Muffathalle, im Lenbachhaus, in der Pinakothek der Moderne, im Tierpark Hellabrunn und an weiteren Orten sowie 1987 auf der documenta VIII statt.
Sagerer hat zwei Töchter und einen Sohn von zwei Frauen. Er lebt und arbeitet vorwiegend in München.
Seit 1997 entwickelt er seinen Internetauftritt unter www.proT.de.

## Werk (Auswahl)
- 1969:  Krimi und Romance (Filmproduktionen)
- 1973:  Aumühle – Ein Film über Ungeheuerlichkeit (Kinofilm)[8]
- 1987: Küssende Fernseher und proT für die Welt. Vier original proT-Abende produziert für documenta live zur documenta 8.[9]
- 1990er Jahre: Nibelungen & Deutschland Projekt eine Komposition von 11 Teilen in vier Horizontalen und drei Vertikalen. Zu jeder Horizontale entstehen gefilmte Synchronisatoren wie Sieben gemalte Filme, Sieben deutsche Ströme, Sieben deutsche Städte und Sieben deutsche Himmelsrichtungen[10]
- zwischen 1997 und 2005: Operation Raumschiff; Sagerer erforscht die Möglichkeiten des Internets und entwickelt simultane Theaterereignisse, bei denen weit auseinanderliegende Räume durch das Internet miteinander verbunden werden. Dabei entstehen Der Größte Film aller Zeiten als Live-Film, der aus verschiedenen Quellen live geschnitten und gestreamt wird, und mit … und morgen die ganze Welt (1997) eine 28-stündige Aufführung, in der sich Sagerer mit dreizehn Mitwirkenden und sieben Schafen in einen Kubus einsperren ließ.[11]

Mit Programm Weiss trifft der Anfänger auf die endlose Bewegung: Zum Werden von Dunkelheit und Licht Das OR-05 (28. Januar 2006), zu Abstand und Berührbarkeit Reine Pornografie (Dezember 2006), zu Rausch und Rauschen Reines Trinken – Gottsuche (21.-22. Juni 2008), zu Wandlung und Deformation Voressen  (12. Dezember 2009) und Weisses Fleisch  (25. Februar 2012), zu Einmaligkeit und Wiederholung AllerweltsMahl (Februar 2016), zu Sterben und Lebendigkeit Liebe mich! Wiederhole mich!  (Februar 2016).
Vom 4. Mai bis 31. Juli 2022 findet im Deutschen Theatermuseum München die Ausstellung „Die Lust am anderen Theater. Freie darstellende Künste in München“ statt. Im Rahmen der Ausstellung ist dem proT von Alexeij Sagerer ein Raum gewidmet mit dem VierVideoTurm und der Kanne im Original und als Verkündigungskanne in der Projektion. Zeitgleich erscheint im Henschel Verlag eine gleichnamige Publikation, herausgegeben von Birgit Pargner, mit drei Aufsätzen über Alexeij Sagerer und die Arbeit des proT von Helmut Schödel, Egbert Tholl und Birgit Pargner.

## Auszeichnungen
- 1988 Ernst-Hoferichter-Preis
- 1997 Theaterpreis der Landeshauptstadt München als erster Künstler aus der Freien Szene

## Produktionen (Auswahl)
- Tödliche Liebe oder Eine zuviel, Comics I. (1969)
- Gschaegn is gschaegn, Mundartcomics. (1969)
- Krimi, Film über Kino. (1969)
- Killing, Endlostheater. (1969)
- Aumühle, Film. (1973)
- Watt'n (ein Kartenspiel) oda Ois bren'ma nida, Comics IV. (1974)
- Der Tieger von Äschnapur, Produktionsreihe. (1977-1982)
- Küssende Fernseher, Installation. (1983)
- oh, oh Maiandacht..., Urform. (1987)
- di dawisch I fei scho no, Sprechskulptur. (1988)
- Zahltag der Angst: Heute. (1990)
- Der Nibelung am VierVideoTurm, Nibelungen & Deutschland Projekt (I-1). (1992)
- 7 deutsche Himmelsrichtungen, Video. (1995)
- … und morgen die ganze Welt, eine 28-stündige Theaterexpedition. (1997)
- Der größte Film aller Zeiten, live-Film. (1997ff)
- Reines Trinken – Gottsuche, Programm Weiss – Rausch und Rauschen. (2008)
- Weisses Fleisch, Programm Weiss – Wandlung und Deformation. (2012)
- Ein Gott Eine Frau Ein Dollar, Trash-Comics. Nach Ralph Hammerthaler. (2013)
- Liebe mich! Wiederhole mich! Performance. (2016)